# Junta de Conversión
La Junta de Conversión fue un organismo gubernamental colombiano, que funcionó entre 1909 y 1923, regulando el sistema financiero y monetario colombiano. Como su nombre lo dice, su principal función era la de cambiar el papel moneda en circulación por monedas de plata y de oro.  

## Historia
Tras el cierre del Banco Central de Colombia, segundo intento de crear una banca estatal en Colombia, en 1909, el gobierno de Ramón González Valencia fundó la Junta de Conversión, mediante la ley 69 de 1909. Sus funciones eran reemplazar el dinero circulante por monedas de plata, estabilizar las tasas de cambio con el exterior y constituir un fondo de oro con los beneficios recogidos por varias rentas públicas, esto para cambiar el dinero circulante también por monedas de oro. Este fondo, que también incluía reservas en esmeraldas, se llamó Fondo de Conversión.
Continuador de las funciones de la Junta de Amortización, intentó reintroducir un patrón oro estricto y fijó la tasa de cambio en 100 pesos en papel moneda=1 peso oro, por lo cual en esta época se comenzó a emitir el dinero en pesos oro. Este cambio de dinero se logró gracias a la colaboración de la Casa de Moneda de Medellín. En 1910, la reforma constitucional ratificó la circulación forzosa del dinero emitido por el gobierno.
La Junta cumplió bien su labor hasta 1914, año para el cual ya había cambiado un quinto del dinero en circulación, cuando inició la Primera Guerra Mundial y el gobierno se apropió de los fondos de la junta. Tras esto, la junta solo se dedicó a cambiar los billetes de la edición inglesa de 1904 por los billetes impresos por la American Bank Note Company en 1914.  
En 1922 emitió y amortizó una emisión de bonos del tesoro de 1 y 5 pesos, siendo esta su última labor antes de ser reemplazado por el Banco de la República.